# Campionati europei di IQFoil 2020
I Campionati europei di IQFoil 2020 si sono svolti a Silvaplana, in Svizzera, dal 21 al 26 agosto 2020.

## Podi
| Evento           | Oro             | Argento          | Bronzo         |
| IQFoil maschile  | Kiran Badloe    | Sebastian Kördel | Nicolas Goyard |
| IQFoil femminile | Hélène Noesmoen | Islay Watson     | Lilian de Geus |

## Medagliere
| Posiz. | Nazione     | Oro | Argento | Bronzo | Totale |
| ------ | ----------- | --- | ------- | ------ | ------ |
| 1      | Francia     | 1   | 0       | 1      | 2      |
| 1      | Paesi Bassi | 1   | 0       | 1      | 2      |
| 3      | Regno Unito | 0   | 1       | 0      | 1      |
| 3      | Germania    | 0   | 1       | 0      | 1      |
| Totale | Totale      | 2   | 2       | 2      | 6      |